# 牟汶河
牟汶河是大汶河的支流，起源莱芜区鲁山，流经莱芜区、泰山区和岱岳区，在岱岳区大汶口镇与柴汶河汇合，形成大汶河。經肥城市、寧陽县和汶上县，在東平县流入東平湖，再注入黃河。由泰山区范镇郑家寨子入境。全長約208（129英里）。枯水期河流常常断流。解放前，河流水量较大，常常冲垮堤坝造成水灾。1918年、1950-1957年、1960年、1973年、1977年和1983年分别加固堤坝。流域有葫芦山、大冶、沟里、鹁鸽楼等6座中型水库和古德范水库等18座小型水库。

## 水文
河道河底比降1.4%。据河道洪水痕迹测算，光绪三十四年七月二十四日（1908年8月20日），小曹村河段出现最大流量7,060立方每秒（249,000立方英尺每秒）。1918年，大汶口镇河段洪峰流量达10,300立方每秒（360,000立方英尺每秒）。1957年7月22日，测得流量3,600立方每秒（130,000立方英尺每秒）；1966年7月15日，实测记录流量2,920立方每秒（103,000立方英尺每秒）。1977年、 1978年、1981年和1982年出现断流，断流时间最长为37天，从1978年5月19日至6月24日。旱年常常断流。每立方米水含沙量在汛期多在6—8（13—18英磅），最多达24（53英磅）；现在防洪能力为流量7,000立方每秒（250,000立方英尺每秒），为20年一遇标准。